# Лонг, Луц
Карл Людвиг «Луц» Лонг (нем. Carl-Ludwig «Luz» Long; 27 апреля 1913, Лейпциг, Германская империя — 14 июля 1943, Бискари, Королевство Италия) — немецкий легкоатлет (прыжки в длину), серебряный призёр Олимпийских игр 1936 года.

## Биография
Карл Людвиг (Луц) Лонг родился в Лейпциге 27 апреля 1913 года в семье начальника лейпцигской Schwanen-Apotheke Карла Германа Лонга (1875—1945) и его жены Йоханны (1885—1976), внучки хирурга Карла Тирша и правнучки известного химика Юстуса фон Либиха. Дядями Луца были историк Ганс Дельбрюк и теолог Адольф фон Гарнак. Изучал право в Лейпцигском университете. Очень одарённый от природы, прыгучий, скоростной, он быстро прогрессировал. Заняв в 1934 году 3-е место на чемпионате Европы в Турине с результатом 7 м 25 см, к 1936 в возрасте 23 лет он вышел в лидеры мировых прыжков, обновив европейский рекорд. В том же году был зачислен в Leipziger Sport Club. С 1937 года являлся членом Национал-социалистического союза студентов Германии. Спустя год вступил в СА.
На берлинской Олимпиаде Лонг был одним из лидеров сборной. Его победа должна была доказать веру Гитлера в превосходство арийской расы. Его основным соперником считался афроамериканский атлет Джесси Оуэнс. Бытует мнение, что, после того как Оуэнс заступил две первые попытки квалификации (7 м 15 см), к нему подошёл Лонг и посоветовал отнести полметра, благодаря чему чернокожий чемпион попал в основные соревнования.
Оуэнс победил в шестой попытке с мировым рекордом 8 м 6 см. Лонг был первым, кто поздравил Оуэнса с победой, обнявшись, они вместе ушли под трибуны. Эта «возмутительная» выходка вывела из себя Адольфа Гитлера, после чего тот в бешенстве покинул стадион.
Через два дня Лонг занял 10-е место в прыжках тройным с результатом 14 м 62 см. В 1938 году Лонг вновь занял третье место на чемпионате Европы в Париже с результатом 7 м 56 см. Лонг поддерживал дружбу с Оуэнсом, зародившуюся на Берлинской олимпиаде, регулярно переписываясь с ним.
«Можно переплавить на золото все мои кубки и медали, — писал Оуэнс, — но и этого будет мало, чтобы перевесить ту дружбу, которая связывает меня с Луцем Лонгом».
Луц Лонг был выпускником юридического факультета Лейпцигского университета, по окончании которого работал адвокатом в Гамбурге до начала войны, куда его призвали в танковую армию Роммеля в чине оберефрейтора.
Лонг писал с фронта Оуэнсу, что чувствует свою скорую гибель, что у него родился сын Кай и он просит Джесси, чтобы тот после войны встретился с ним и рассказал об их дружбе. Оуэнс сдержал слово и в начале 1950-х был шафером на свадьбе Кая.
Опасения Луца сбылись, 10 июля 1943 года во время вторжения в Сицилию союзнических войск Лонг был смертельно ранен. Через три дня, 14 июля, он умер в Британском военном госпитале.
Луц Лонг похоронен на военном кладбище Motta Sant’Anastasia, на Сицилии.
Посмертно Лонг был удостоен медали Пьера де Кубертена.
22 августа 2009 года внучка Оуэнса Марлин Дорч и сын Лонга Кай вместе вручали медали сильнейшим прыгунам в длину на чемпионате мира в Берлине.
19 февраля 2016 года в США был выпущен фильм «Сила воли», посвящённый Олимпиаде, в которой участвовал Луц Лонг и Джесси Оуэнс.